# Резолюция Генеральной Ассамблеи ООН 377
Резолюция 377 A Генеральной Ассамблеи Организации Объединённых Наций (ГА ООН), резолюция «Единство в пользу мира», гласит, что в любых случаях, когда Совет Безопасности из-за отсутствия единогласия среди его пяти постоянных членов (P5), не может действовать как это требуется для поддержания международного мира и безопасности, Генеральная Ассамблея немедленно рассмотрит этот вопрос и может дать соответствующие рекомендации членам ООН в отношении коллективных мер, включая применение вооружённой силы, когда это необходимо, для поддержания или восстановления международного мира и безопасности. Она была принята 3 ноября 1950 г. после четырнадцати дней обсуждений в Ассамблее 52 голосами против 5 при 2 воздержавшихся. Резолюция была разработана, чтобы предоставить ООН альтернативный путь для действий, когда по крайней мере один член P5 использует своё право вето, чтобы помешать Совету Безопасности выполнять свои функции, возложенные на него Уставом ООН.
Чтобы облегчить оперативные действия Генеральной Ассамблеи в случае заходящего в тупик Совета Безопасности, резолюция создала механизм «чрезвычайной специальной сессии» (ЧСС). Экстренные специальные заседания в соответствии с этой процедурой созывались одиннадцать раз, последнее из которых было созвано в феврале 2022 года для рассмотрения вопроса о вторжении России на Украину. При этом десятая ЧСС неоднократно «откладывалась» и «возобновлялась» за последние несколько лет и остаётся отложенной. На сегодня, с 2000 года Ассамблея провела более десяти отдельных «заседаний» во время работы десятой ЧСС.

## Текст резолюции Генеральной Ассамблеи
подтверждая важность выполнения Советом Безопасности его главной функции, заключающейся в поддержании международного мира и безопасности, и обязанность постоянных членов стремиться к единогласию и проявлять осмотрительность при осуществлении права вето, ...
отдавая себе отчёт в том, что невыполнение Советом Безопасности его обязанностей от имени всех государств-членов... не освобождает членов Организации от их обязательств и не освобождает Организацию Объединённых Наций от возложенной на неё Уставом ответственности за поддержание международного мира и безопасности,
признавая, в частности, что невыполнение Советом Безопасности его обязанностей не лишает Генеральную Ассамблею её прав и не освобождает её от возложенных на неё Уставом обязанностей, касающихся поддержания международного мира и безопасности, ...

постановляет, что если Совет Безопасности в результате разногласия постоянных членов, оказывается не в состоянии выполнить свою главную обязанность по поддержанию международного мира и безопасности во всех случаях, когда имеются основания усматривать угрозу миру, нарушение мира или акт агрессии, Генеральная Ассамблея немедленно рассматривает этот вопрос с целью сделать членам Организации необходимые рекомендации относительно коллективных мер, включая — в случае нарушения мира или акта агрессии ― применение, когда это необходимо, вооружённых сил для поддержания или восстановления международного мира и безопасности.

## Происхождение
Резолюция «Единство в пользу мира» была инициирована Соединёнными Штатами и представлена «семью объединёнными державами» в октябре 1950 г. как средство обхода новых советских вето в ходе Корейской войны (25 июня 1950 — 27 июля 1953). Она была принята 52 голосами против 5 при 2 воздержавшихся .
В последние дни обсуждений в Ассамблее, предшествовавших принятию резолюции 377 А, делегат США в ООН Джон Фостер Даллес особо упомянул войну в Корее как главный мотиватор принятия резолюции:

Затем последовало вооруженное нападение на Республику Корея, и казалось, что схема 1931 года фактически начала повторяться и что третья мировая война стояла на пороге. И она могла бы быть — и я думаю, что случилась бы, — если бы не ряд случайных обстоятельств, позволивших организовать коллективное сопротивление этой агрессии.

Главное случайное обстоятельство, на которое ссылался Даллес, заключалось в том, что Советский Союз бойкотировал Совет Безопасности в момент начала военных действий в Корее с января 1950 года — из-за своего недовольства отказом ООН признать представителей КНР как законных представителей Китая, и вернулись только 1 августа 1950 года, чтобы взять на себя передаваемую роль Председателя Совета в течение этого месяца. Это обстоятельство означало, что Совет Безопасности смог принять свои резолюции 83 от 27 июня 1950 г. и 84 от 7 июля 1950 г., тем самым учредив силы ООН для Южной Кореи «для отражения вооружённого нападения» с севера. Если бы Советский Союз находился в Совете в июне и июле, на соответствующие проекты резолюций почти наверняка были бы наложены вето, и Соединённые Штаты прекрасно знали об этом, о чем свидетельствует приведённое выше заявление.

## Обсуждение в Ассамблее «Совместного проекта резолюции семи держав»
Некоторые из ключевых заявлений, сделанных во время обсуждения в Ассамблее пункта 377 A на пленарном заседании, включают:

### США (Джон Фостер Даллес)
Если в ответ на нашу резолюцию государства-члены действительно создадут систему, обеспечивающую быстрое разоблачение агрессии, если они сохранят коллективную силу и если у них будет и воля, и способ быстро использовать эту силу в нужном случае, то третья мировая война может быть навсегда предотвращена ... Для всех, кто любит мир, было бы очень обнадёживающе, если бы здесь мы могли единогласно принять программу, которой нужно бояться только агрессорам. ... Мы должны надёжно организовать коллективную волю к сопротивлению. Если Совет Безопасности этого не сделает, то эта Ассамблея должна сделать все, что в её силах, ссылаясь на свои остаточные рекомендательные полномочия... По мере того, как мир движется по пути, определённому этой резолюцией, он будет все ближе и ближе приближаться к Идеалу Устава. 

### Великобритания (Кеннет Гилмор Янгер)
Советский Союз ... присвоил Совету власть, которой он никогда не имел по Уставу, а именно право настаивать на том, что, поскольку Совет сам был доведён до бессилия перед лицом агрессии из-за разногласий между его постоянными членами, вся мировая Организация должна умыть руки в этом вопросе и позволить агрессии идти своим чередом. Совет никогда не обладал таким правом. В самом деле, невозможно себе представить, чтобы авторы Хартии в Сан-Франциско согласились бы с предложением, столь далеко не соответствующим надеждам и желаниям народов мира. Все миролюбивые нации должны приветствовать укрепление сил мира, которое будет представлять собой принятие этих резолюций. 

### Франция (Жан Шовель)
Франция поддерживает Устав - весь Устав ... Там, где на карту поставлены мир и безопасность, Франция считает, что Генеральная Ассамблея и Совет Безопасности должны взять на себя всю ответственность, возложенную на них Уставом ... Немыслимо, чтобы весь этот механизм, призванный охранять мир и безопасность во всем мире, должен бездействовать, когда возникает угроза миру и безопасности. И если ... существует реальная опасность такого бездействия, то мы должны пересмотреть наши обычаи, наши методы, наши правила и наши толкования.  ...
Моя делегация считала ... что нет необходимости пересматривать Устав, который сам по себе предоставляет средства для обеспечения применения его принципов ... Проект резолюции не ущемляет компетенцию, обязанности или полномочия Совета Безопасности. Совет должен выполнять свою роль; если он это сделает, то будет адекватным ... Если же по каким-то причинам он не выполнит свою роль, Организация Объединённых Наций не будет тем самым парализована. [Чрезвычайная] специальная сессия Генеральной Ассамблеи может быть созвана в течение двадцати четырёх часов, и Ассамблея ... может обсудить и принять любые рекомендации, которые кажутся необходимыми для поддержания или восстановления мира и безопасности. 

### СССР (Андрей Вышинский)
Организаторы англо-американского блока в своих подстрекательских выступлениях против СССР ... вчера и сегодня старались создать впечатление, что хотят организовать проверку против всякого возможного агрессора ... Как будто наши войска вели войну в каждой стране! Как будто мы окружили мир огненным кольцом военно-морских, воздушных и прочих баз! Как будто мы ведём бешеную гонку вооружений, ежедневно тратя все новые и новые тысячи миллионов, которые должен обеспечивать простой американский налогоплательщик! Как будто мы действительно не хотели запретить атомную бомбу! А ведь в этом проекте резолюции даже не говорится о необходимости запрета атомной бомбы! ... Мы, должно быть, лет пять добивались того, чтобы решение о запрещении применения атомной бомбы было принято. ...
Мы основываем наши аргументы на фундаментальном положении, изложенном в статье 10 Устава, а именно, что Генеральная Ассамблея может обсуждать и давать рекомендации по любым вопросам, касающимся полномочий и функций любых органов Организации Объединённых Наций - и, следовательно, такого органа, как Совет Безопасности, если не предусмотрено иное. Но предусмотрено два исключения. Первый, применимый ко всем вопросам, содержится в пункте 1 статьи 12, в котором говорится, что, когда Совет Безопасности рассматривает эти вопросы или выполняет свои функции в отношении них, Генеральная Ассамблея не должна давать никаких рекомендаций ... Другое исключение содержится в последнем предложении пункта 2 статьи 11, в котором говорится, что если вопрос, который может быть рассмотрен Генеральной Ассамблеей, требует принудительных мер ... тогда оно обязательно должно быть передано в Совет Безопасности ... Но есть принципиальная оговорка ... Она состоит в том, что ... Генеральная Ассамблея может решить, какие меры, "не связанные с применением силы", должны быть применены. Разрыв дипломатических отношений является мерой, не связанной с применением вооружённой силы. Прерывание экономических отношений является мерой принуждения, не связанной с применением вооружённой силы.

## Применение резолюции 377 Генеральной Ассамблеи
Резолюция «Единство в пользу мира» применялась 13 раз в период с 1951 по 2022 год. К ней обращались как Совет Безопасности (8 раз), так и Генеральная Ассамблея (5 раз). Одиннадцать из этих дел приняли форму чрезвычайных специальных сессий.

### Применена Советом Безопасности

#### Ближний Восток (1956 г.) — вето Франции и Великобритании — 1-я чрезвычайная специальная сессия
Применена резолюция Совета Безопасности 119. Хотя «Единство в пользу мира» было принято из-за советского вето, его первое применение было против двух членов НАТО. Первая чрезвычайная специальная сессия Ассамблеи была инициирована процедурным голосованием Совета Безопасности по его резолюции 119 от 31 октября 1956 г. в результате Суэцкого кризиса, который начался 29 октября 1956 г. Франция и Великобритания были единственными двумя членами Совета, проголосовавшими против принятия резолюции Совета 119, и точно так же были, наряду с Израилем, главными противниками в конфликте с Египтом. Заседания сессии проходили с 1 по 10 ноября 1956 г.
7 ноября 1956 года Ассамблея приняла резолюцию 1001 , тем самым учредив Чрезвычайные вооружённые силы ООН I (ЧВС I) для «обеспечения и наблюдения за прекращением боевых действий». Ассамблея своими собственными резолюциями не только учредила ЧВС I, но и призвала к «немедленному прекращению огня» и рекомендовала «всем государствам-членам воздерживаться от ввоза товаров военного назначения в этот район», тем самым введя военные санкции.

#### Венгрия (1956 г.) — вето СССР — 2-я чрезвычайная специальная сессия
Применена резолюция Совета Безопасности 120. Вторая чрезвычайная специальная сессия ГА ООН «Положение в Венгрии» приняла пять резолюций, в том числе резолюцию 1004 (ES-II), уполномочивающую комиссию по расследованию иностранной интервенции в Венгрии.

#### Ближний Восток (1958 г.) — вето СССР — 3-я чрезвычайная специальная сессия
Применена резолюция Совета Безопасности 129. Третья чрезвычайная специальная сессия ГА ООН «Положение на Ближнем Востоке» приняла резолюцию 1237 (ES-III), призывающую к скорейшему выводу иностранных войск из Иордании и Ливана.

#### Конго (1960 г.) — вето СССР — 4-я чрезвычайная специальная сессия
Применена резолюция Совета Безопасности 157. Четвёртая чрезвычайная специальная сессия ГА ООН «Ситуация в Конго» приняла резолюцию 1474/Rev. 1/(ES-IV) с просьбой к Генеральному секретарю продолжать предпринимать энергичные действия в соответствии с резолюциями Совета Безопасности и с призывом ко всем членам внести срочные добровольные взносы в Фонд ООН для Конго и воздерживаться от направления военной помощи, кроме как через ООН.

#### Бангладеш (1971 г.) — вето СССР — разрешено без специальной сессии
Применена резолюция Совета Безопасности 303. Была проведена двадцать шестая очередная сессия, поэтому чрезвычайная специальная сессия не потребовалась и этот вопрос был рассмотрен в рамках пункта повестки дня «Помощь ООН беженцам Восточного Пакистана».

#### Афганистан (1980 г.) — вето СССР — 6-я чрезвычайная специальная сессия
Применена резолюция Совета Безопасности 462. Шестая чрезвычайная специальная сессия «Положение в Афганистане» приняла резолюцию ES-6/2, призывающую к немедленному, безоговорочному и полному выводу иностранных войск из Афганистана.

#### Ближний Восток (1982 г.) — вето США — 9-я чрезвычайная специальная сессия
Применена резолюция Совета Безопасности 500. Девятая чрезвычайная специальная сессия «Положение на Ближнем Востоке» приняла резолюцию ES-9/1, объявляющую Израиль немиролюбивым государством и призывающую членов применить ряд мер в отношении Израиля.

#### Украина (2022 г.) — вето России — 11-я чрезвычайная специальная сессия
Применена резолюция Совета Безопасности 2623. 28 февраля 2022 года состоялась одиннадцатая чрезвычайная специальная сессия «Ситуация на Украине».

### Применена Генеральной Ассамблеей

#### Корея (1951 г.) — вето СССР
После трёх наложенных СССР вето на ситуацию в Корее шесть членов Совета Безопасности просили Генеральную Ассамблею рассмотреть ситуацию (А/1618). Впоследствии Совет Безопасности удалил этот пункт из своей повестки дня, что позволило Генеральной Ассамблее свободно обсудить этот вопрос в соответствии со статьёй 11 Устава ООН. В резолюции 498(V) Ассамблея использовала формулировку резолюции «Единство в пользу мира»: «отметив, что Совет Безопасности из-за отсутствия единодушия постоянных членов не смог выполнить свою главную функцию, заключающуюся в поддержании международного мира и безопасности в связи с вмешательством китайских коммунистов в Корею …»

#### Ближний Восток (1967 г.) — СССР не смог получить 9 голосов — 5-я чрезвычайная специальная сессия
Применена Генеральной Ассамблеей по запросу СССР (А/6717) и голосованием (98-3-3). Пятая чрезвычайная специальная сессия «Положение на Ближнем Востоке» приняла шесть резолюций, в том числе резолюции 2253 и 2254 (ES-V), призывающие Израиль отменить односторонние меры в Иерусалиме.

#### Палестина (1980 г.) — вето США — 7-я чрезвычайная специальная сессия
Применена Генеральной Ассамблеей по запросу Сенегала (A/ES-7/1). Седьмая чрезвычайная специальная сессия «Вопрос о Палестине» приняла восемь резолюций (от ES-7/2 до ES-7/9), призывающих к безоговорочному и полному уходу Израиля с территорий, оккупированных с 1967 года.

#### Намибия (1981 г.) — вето Франции, Великобритании и США — 8-я чрезвычайная специальная сессия
Применена Генеральной Ассамблеей по запросу Зимбабве (A/ES-8/1). Восьмая чрезвычайная специальная сессия ГА ООН была созвана Зимбабве для обсуждения «Вопроса о Намибии». Её заседания проходили с 3 по 14 сентября 1981 г.
По завершении заключительного заседания сессии Ассамблея приняла резолюцию A/RES/ES-8/2:
заявляя, что незаконная оккупация Намибии Южно-Африканской Республикой вместе с неоднократными актами агрессии, совершаемыми Южно-Африканской Республикой против соседних государств, представляют собой нарушение международного мира и безопасности,
с сожалением и озабоченностью отмечая, что Совет Безопасности не выполнил свою главную функцию, заключающуюся в поддержании международного мира и безопасности, когда три западных постоянных члены Совета 30 апреля 1981 г., ...
6. призывает государства-члены, специализированные учреждения и другие международные организации оказывать все большую и постоянную поддержку и материальную, финансовую, военную и другую помощь Народной организации Юго-Западной Африки, с тем чтобы она могла активизировать свою борьбу за освобождение Намибии; ...
13. призывает все государства ввиду угрозы международному миру и безопасности, создаваемой Южно-Африканской Республикой, ввести против этой страны всеобъемлющие обязательные санкции в соответствии с положениями Устава;
14. также настоятельно призывает государства немедленно прекратить, индивидуально и коллективно, все отношения с Южно-Африканской Республикой, с тем чтобы полностью изолировать её в политическом, экономическом, военном и культурном отношении; ...
Это был первый случай, когда Ассамблея ввела экономические, дипломатические и культурные санкции против государства; она уже вводила военные санкции своей резолюцией 1001 от 7 ноября 1956 г. во время своей первой чрезвычайной специальной сессии.

#### Палестина (1997 г.) — вето США — 10-я чрезвычайная специальная сессия
Применена Генеральной Ассамблеей по запросу Катара (A/ES/10/1). Десятая чрезвычайная специальная сессия «Вопрос о Палестине», которая все ещё продолжается, приняла, в частности, резолюцию ES-10/14 с запросом консультативного заключения Международного Суда.

## «Единство в пользу мира» и «право вето» Совета Безопасности
Утверждалось, что с принятием Генеральной Ассамблеей резолюции «Единство в пользу мира» и с учётом толкования полномочий Ассамблеи, которые в результате стали обычным международным правом, проблема «права вето» Совета Безопасности может быть преодолена. Приняв резолюцию A/RES/377 A от 3 ноября 1950 г., более двух третей государств-членов ООН заявили, что, согласно Уставу ООН, постоянные члены СБ ООН не могут и не должны препятствовать принятию ГА ООН каких-либо действий, необходимых для восстановления международного мира и безопасности в тех случаях, когда СБ ООН не смог выполнить свою «главную функцию», заключающуюся в поддержании мира. При таком толковании Устав ООН возлагает на ГА ООН «окончательную ответственность», а не «вторичную ответственность» за вопросы международного мира и безопасности. В различных официальных и полуофициальных отчётах ООН прямо упоминается резолюция «Единство в пользу мира» как механизм, с помощью которого ГА ООН может отменять любые вето СБ ООН.

## Обращение Международного Суда к резолюции «Единство в пользу мира»
- ICJ, Certain Expenses of the United Nations (Article 17, paragraph 2, of the Charter), Advisory Opinion of 20 July 1962, ICJ Reports 1962, p. 151.
- ICJ, Legal Consequences for States of the Continued Presence of South Africa in Namibia (South West Africa) notwithstanding Security Council Resolution 276 (1970), Advisory Opinion, ICJ Reports 1971, p. 16.
- ICJ, Legal Consequences of the Construction of a Wall in the Occupied Palestinian Territory, Advisory Opinion, ICJ Reports 2004, p. 136.